# 三郷市立立花小学校
三郷市立立花小学校（みさとしりつたちばなしょうがっこう）は、埼玉県三郷市にある日本の小学校。所在地は、埼玉県三郷市彦成4丁目3番18号。
小学校目標は「立花プライド」。イメージキャラクターは「ぶっくん」「ぶっくまちゃん」。また、この小学校には、特別支援学級が入っている。現校長は大河原正行。